# Dux limitis Mauretaniae Caesariensis
Il Dux limitis Mauretaniae Caesariensis era il comandante di truppe di limitanei nella diocesi d'Africa, provincia della Mauretania Caesariensis e facenti parte dell'armata imperiale del Numerus intra Africam. Suo diretto superiore era il comes Africae al tempo della Notitia dignitatum (nel 400 circa), che a sua volta dipendeva dal magister peditum praesentalis per le unità di fanteria, e dal magister equitum praesentalis per quelle di cavalleria.

## Elenco unità
Era a capo di 8 unità (o distaccamenti), come risulterebbe dalla Notitia dignitatum:
- Praepositus limitis Columnatensis,
- Praepositus limitis Vidensis,
- Praepositus limitis inferioris,
- Praepositus limitis Fortensis,
- Praepositus limitis Muticitani,
- Praepositus limitis Audiensis,
- Praepositus limitis Caputcellensis,
- Praepositus limitis Augustensis.[3]

### Fonti primarie
- Notitia Dignitatum, Occ., I, VII, XXX.

### Fonti storiografiche moderne
- J.Rodríguez González, Historia de las legiones Romanas, Madrid, 2003.
- A.K.Goldsworthy, Storia completa dellesercito romano, Modena 2007. ISBN 978-88-7940-306-1
- Y.Le Bohec, Armi e guerrieri di Roma antica. Da Diocleziano alla caduta dell'impero, Roma 2008. ISBN 978-88-430-4677-5